# Parafia św. Józefa Oblubieńca w Pogórskiej Woli
Parafia św. Józefa Oblubieńca w Pogórskiej Woli – parafia rzymskokatolicka, znajdująca się w diecezji tarnowskiej, w dekanacie Tarnów Wschód.

## Proboszczowie
- ks. Jerzy Borczewski (2006 - Nadal)